# Lumière (film)
Pour les articles homonymes, voir Lumière (homonymie).
Pour plus de détails, voir Fiche technique et Distribution.
Lumière est un film français de Jeanne Moreau sorti en 1976, qui raconte l'histoire de quatre amies qui évoquent leur parcours sentimental et professionnel.

## Synopsis
Sarah Dedieu, une actrice dans la quarantaine, est au sommet de sa carrière. Elle vient d'ailleurs de recevoir un prestigieux prix d'interprétation. Partie se reposer dans sa maison du Var, elle y invite trois autres comédiennes. Les quatre femmes, d'âges différents, y échangeront à l'envi des considérations sur leur métier. Et aussi sur les hommes, en particulier sur la façon dont ceux-ci influent sur leur vécu et sur leur art.

## Fiche technique
- Titre original : Lumière
- Réalisation : Jeanne Moreau, assistée de Jean Léon
- Scénario : Jeanne Moreau
- Musique originale : Astor Piazzolla
- Décors : Raoul Albert
- Costumes : Christian Gasc
- Photographie : Ricardo Aronovitch
- Son : Harrick Maury
- Montage : Albert Jurgenson
- Production : Claire Duval
- Sociétés de production : Orphée Arts, FR3, Tritone Cinematografica
- Sociétés de distribution : Gaumont (1976), Carlotta Films (reprise 2022)
- Durée : 95 minutes
- Date de sortie :
  - France : 24 mars 1976

## Distribution
- Jeanne Moreau : Sarah Dedieu
- Francine Racette : Julienne Pasquier
- Caroline Cartier : Caroline
- Lucia Bosè : Laura Ratusa
- Keith Carradine : David Forster
- François Simon : Grégoire Lieberman
- Bruno Ganz : Heinrich Grün
- Niels Arestrup : Nano
- Francis Huster : Thomas
- Jacques Spiesser : Saint-Loup
- René Féret : Julien Pasquier
- Patrice Alexsandre : Pétard
- Monique Tarbès : Claire
- Georges Wod : Liansko
- Paul Bisciglia : La Bougie
- Jérôme Laperrousaz : l'assistant opérateur
- Carole Lange : Carole

## Nominations
- César 1977 : nomination de Francine Racette au César de la meilleure actrice dans un second rôle